# Neuron koszyczkowy

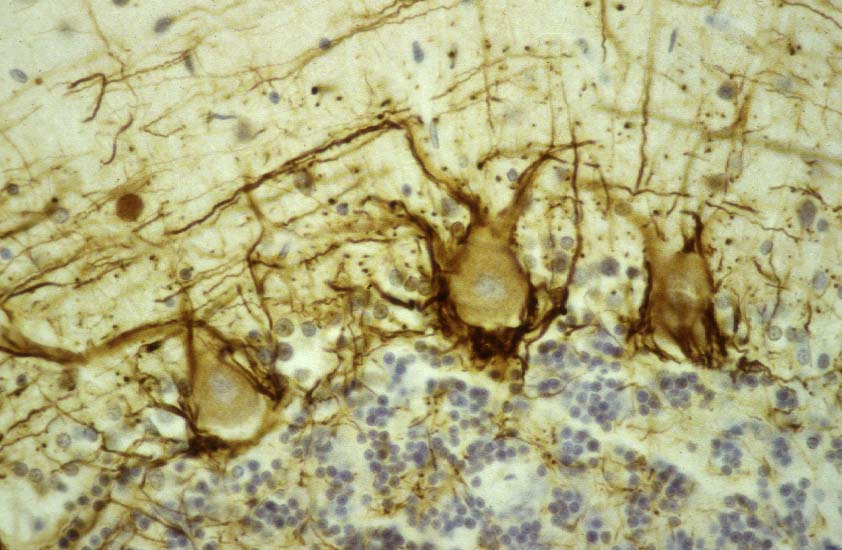
Przekrój przez ludzki móżdżek. Widoczne duże ciała komórkowe komórek Purkiniego otoczone przez zakończenia aksonów neuronów koszyczkowych.

Neuron koszyczkowy – typ morfologiczny neuronu. Jego zakończenia aksonu tworzą charakterystyczny kształt koszyczka wokół ciała komórki docelowego neuronu, na który działają hamująco przez wydzielanie neuroprzekaźnika GABA.
Neurony koszyczkowe występują przede wszystkim w warstwie drobinowej kory móżdżku, gdzie tworzą synapsy na ciałach komórkowych komórek Purkiniego. Poza tym są również obecne w hipokampie (w warstwie CA3) oraz korze mózgu, gdzie wywierają hamujący wpływ na neurony piramidowe.